# 薮田義雄
薮田義雄（やぶた よしお、1902年4月13日‐1984年2月18日）は、日本の詩人。
神奈川県小田原市生まれ。旧制小田原中学三年の時、その地に住む北原白秋の門人となる。法政大学に学ぶ（卒業したかは不明）。詩のほか、白秋の初の本格的伝記などを書いた。
関連資料が小田原文学館に展示されている。

## 著書
- 『白沙の駅 詩集』アルス 1938
- 『夏鶯』帝国教育会 1942
- 『ブリアミ』安泰畫 中央出版協會 1943
- 『天國の門』京北書房 1947
- 『黒子と足跡』京北書房 1947
- 『歌をうたふてつびん 童話集』享榮出版社 1948
- 『火の独楽 藪田義雄詩集』藪田義雄詩集刊行会 1961
- 『わらべ唄考』カワイ楽譜 1961
- 『わらべ唄風土記』世界文庫 1967
- 『詩話百話 日本人の心と言葉』玉川大学出版部 1971
- 『水上を恋ふる歌 藪田義雄詩集』世界文庫 1972
- 『評伝北原白秋』玉川大学出版部 1973
- 『北原白秋と私』 名著出版 1978 小田原文庫
- 『藪田義雄全詩集』藪田義雄全詩集刊行会 1978
- 『随筆北原白秋』小田原市立図書館 1992

### 編纂
- 『白秋詩抄』酣灯社 1950 詩人全書
- 『日本わらべ唄全集』安倍盛共編 全音楽譜出版社 1954
- 『北原白秋文学読本』河出新書　1956
- 『わらべ唄110曲集』安倍盛共編 全音楽譜出版社 1957
- 『白秋詩歌一家言』玉川大学出版部 1969
- 『若い人への人生詩集 名詩鑑賞』玉川大学出版部 1970

## 作詞
- 酒田市立若浜小学校校歌
- 川越市立中央小学校校歌
- 川越市立山田中学校校歌
- 南足柄市立岡本中学校校歌
- 上田市立第五中学校校歌
- 三日月娘（作曲：古関裕而、歌唱：藤山一郎）
- 東京都立南多摩中等教育学校校歌
- 笛吹市立春日居小学校校歌
- 新潟県佐渡市立小木中学校校歌
- 佐倉市立佐倉小学校校歌
- 由利本荘市立本荘南中学校校歌（作曲：松本万之助）
- 水戸市立笠原小学校校歌